# (6469) Armstrong
Pour les articles homonymes, voir Armstrong.
(6469) Armstrong est un astéroïde de la ceinture principale découvert par Antonín Mrkos à l'observatoire Kleť.
Il a été ainsi baptisé en hommage à Neil Armstrong, astronaute américain né en 1930 et mort en 2012, qui fit partie de la première expédition lunaire Apollo 11 et fut le premier homme à marcher sur la Lune le 21 juillet 1969.
Un cratère d'impact sur la Lune porte également son nom.